# Alex Kapp Horner
Alex Kapp, nata Alexandra Deering Kapp e anche nota da sposata come Alex Kapp Horner (New York, 5 dicembre 1969), è un'attrice statunitense.

## Filmografia parziale

### Cinema
- I segreti per farla innamorare (Lucky 13), regia di Chris Hall (2005)
- Weather Girl, regia di Blayne Weaver (2009)

### Televisione
- Domani senza te (A Mother's Prayer) – film TV (1995)
- Maggie Winters – serie TV, 16 episodi (1998-1999)
- La complicata vita di Christine (The New Adventures of Old Christine) – serie TV, 88 episodi (2006-2010)
- Non sono stato io (I Didn't Do It) – serie TV, 3 episodi (2014)
- Baby Daddy – serie TV, 2 episodi (2015-2016)